# Trigonisca unidentata
Trigonisca unidentata är en biart som beskrevs av Albuquerque och Camargo 2007. Trigonisca unidentata ingår i släktet Trigonisca och familjen långtungebin. Inga underarter finns listade i Catalogue of Life.